# Jenny von Westphalen
Johanna Bertha Julie von Westphalen, conhecida como Jenny von Westphalen ou Jenny Marx (Salzwedel, 12 de fevereiro de 1814 – Londres, 2 de dezembro de 1881), foi esposa de Karl Marx, filha de Johann Ludwig, Barão von Westphalen, professor na Friedrich-Wilhelm-Universität de Berlim.

## Vida
Jenny e Karl se casaram em 1843 e tiveram sete filhos:
- Jenny Caroline Longuet (1844-1883)
- Jenny Laura (1846-1911)
- Edgar (1847-1855)
- Henry Edward Guy ("Guido"; 1849-1850)
- Jenny Eveline Frances ("Franziska"; 1851-1852)
- Jenny Julia Eleanor (1855-1898)

O sétimo filho morreu logo depois do nascimento, em julho de 1857.
Jenny e Karl trabalharam juntos. Ele escrevia e ela transcrevia seus manuscritos.
Quatro meses após a morte de Jenny, Marx escreveu a Engels: "Você sabe que há poucas pessoas mais avessas ao patético-demonstrativo do que eu; contudo, seria uma mentira não confessar que grande parte do meu pensamento está absorvida pela recordação de minha mulher, boa parte da melhor parte da minha vida". Marx morreu pouco mais de um ano depois dela. Segundo seus biógrafos, a tristeza causada pela perda de sua companheira de quase 40 anos e também da filha mais velha, Jenny Caroline, debilitou sua saúde e abreviou sua existência.

### Exílio
Em 1844, Jenny viajou sozinha com sua bebê Jennychen para visitar sua mãe. Em 1845, a polícia política francesa expulsou Karl Marx e a grávida Jenny; assim, o nascimento de Laura ocorreu em Bruxelas.
Em 1848, a polícia de Bruxelas deteve Jenny e cumpriu uma ordem de deportação anti-imigrante. Os marxistas retornaram a Paris e depois se mudaram para Colônia.
Surtos revolucionários ocorreram em muitos países europeus em 1848, incluindo os estados alemães. Era a época do Manifesto Comunista. As autoridades prussianas mandaram deportar Karl Marx para a França. Depois, partiu com a família para Londres, na Inglaterra.
Por volta de 1849-1850, os Marx viveram na Dean Street, em Londres. Em 1856, os Marx mudaram-se para Grafton Terrace, perto de Hampstead Hill, em Londres, graças ao dinheiro dado a Jenny por sua mãe quando ela morreu (1856). 9 O Grafton Terrace, então nos arredores da "civilizada" Londres, tinha um pequeno jardim e dois andares com sete quartos, incluindo a cozinha. O filósofo Leszek Kołakowski escreveu sobre o tempo da família Marx em Londres: "[Karl] Marx era notoriamente incapaz de manter contas, e Jenny era um cliente regular dos corretores de penhores de Londres".

### Morte
Nos últimos anos, Jenny Marx sofreu de dores internas, diagnosticadas como câncer no fígado. Após uma visita da família à França, ela morreu em Londres aos 67 anos de idade em 2 de dezembro de 1881. Ela foi enterrada no cemitério de Highgate, em Londres, assim como Karl Marx. Em 1954, seus restos mortais foram transferidos, juntamente com os de seu marido e outros membros da família, para uma nova sepultura, sobre a qual foi construído um memorial.

## Publicações
- Short Sketch of an Eventful Life (1865–1866)[6]
- Aus der Londoner Theaterwelt. In: Frankfurter Zeitung und Handelsblatt, Frankfurt am Main, No. 328, 21-Nov-1875
- Londoner Saison. In: Frankfurter Zeitung und Handelsblatt, Frankfurt am Main, No. 95, 4-Abr-1876
- Englische Shakespeare-Studien. In: Frankfurter Zeitung und Handelsblatt, Frankfurt am Main, No. 3, 3-jan-1877
- Shakespeares "Richard III" im Londoner Lyceum-Theater. In: Frankfurter Zeitung und Handelsblatt, Frankfurt am Main, No. 39, 8-Fev-1877
- Vom Londoner Theater. In: Frankfurter Zeitung und Handelsblatt, Frankfurt am Main, No. 145, 25 May 1877
- Die hervorragendesten Persönlichkeiten der englischen Salonwelt. In: Der Sprudel. Allgemeines deutsches Bade-Journal, Wien, IX. Jg., No. 3, 18-Mai-1879
- Irving at home. In: Der Sprudel. Allgemeines deutsches Bade-Journal, Wien, IX. Jg., No. 7, 23-Jun-1879